# Hyperolius koehleri
Hyperolius koehleri es una especie de anfibio anuro de la familia Hyperoliidae. Habita en Camerún, Gabón, Nigeria, posiblemente República del Congo y posiblemente Guinea Ecuatorial.
Su hábitat natural incluye bosques tropicales o subtropicales secos y a baja altitud, montanos secos, praderas tropicales o subtropicales a gran altitud, ríos, plantaciones y zonas previamente boscosas ahora degradadas.
La principal amenaza a su conservación es la pérdida de su hábitat natural.